# Braskem

Altes Logo

Braskem S.A. ist ein brasilianisches Unternehmen mit Firmensitz in São Paulo. Das Unternehmen ist in der Chemiebranche tätig. 38,32 % der Anteile an Braskem gehören Odebrecht, 36,13 % gehören dem staatlichen Erdöl-Unternehmen Petrobras.:23 Braskem beschäftigt rund 8.100 Mitarbeiter.

## Geschichte
Braskem wurde im Jahr 2002 bereits als das größte Petrochemie-Unternehmen in Lateinamerika gegründet und verfügt über industrielle Einheiten und Niederlassungen in Brasilien sowie einer kommerziellen Basis in den Vereinigten Staaten und Argentinien. Das Unternehmen entstand durch den Zusammenschluss von sechs Unternehmen: Copene, OPP, Trikem Nitrocarbono, Proppet und Polialden. Im Jahr 2006 erwarb Braskem das Unternehmen Polyethylen, der drittgrößte Polyethylenhersteller Brasiliens. Im darauf folgenden Jahr schloss sich das Unternehmen, in der größten Fusion der Geschichte Brasiliens, mit Petrobras und Ultrapar zusammen, wobei die drei Unternehmen die Ipiranga-Gruppe für 4 Mrd. US-Dollar erwarben. Während Petrobras und Ultrapar gemeinsam für die Kraftstoffverteilung zuständig waren, übernahm Braskem das Unternehmen Ipiranga Petrochemica, den petrochemischen Betrieb der Ipiranga-Gruppe.

## Akquisitionen
Am 22. Januar 2010 kündigte Braskem die vollständige Eingliederung von Quattor an, wodurch das Unternehmen zum zweitgrößten Petrochemie-Konzern in Nord- und Südamerika und zum achtgrößten der Welt heranwuchs. Am 1. April 2010 erwarb Braskem petrochemische Betriebe des nordamerikanischen Unternehmens Sunoco, wodurch sich seine Produktionskapazität an Kunststoffen um über 1,0 Mio. Tonnen erhöhte. Die Übernahme der Propylen-Geschäfte der Sunoco im Wert von USD 350 Mio. stellten den Beginn der Unternehmungen von Braskem im nordamerikanischen Markt dar. Im Oktober 2011 erwarb Braskem Vermögenswerte an Polypropylen von Dow Chemical: zwei Einheiten in den USA und zwei in Deutschland.
Braskem America ist Hersteller von Polypropylen in den Vereinigten Staaten mit fünf Produktionsstätten in den Bundesstaaten Texas, Pennsylvania und West Virginia sowie einem Technologie- und Innovationszentrum in Pittsburgh, Pennsylvania. Braskem America mit Hauptsitz in Philadelphia ist eine Tochtergesellschaft von Braskem S.A.
Braskem Europe mit Hauptsitz in Wesseling, Deutschland, verfügt über zwei Anlagen in den Städten Schkopau und Wesseling. Braskem Europe ist ebenfalls eine Tochtergesellschaft von Braskem S.A.

## Produkte
Braskem produziert Kunststoffe in Nord- und Südamerika. Mit 36 Industrieanlagen in Brasilien, Deutschland und den USA produziert Braskem jährlich über 16 Mio. Tonnen Kunststoff und andere petrochemische Produkte. Darüber hinaus hat das Unternehmen eine Fertigungskapazität von 200.000 Tonnen Polyethylen pro Jahr. Der hierfür benötigte Rohstoff wird auf Basis von Zuckerrohr hergestellt.

### Petrochemische Grundstoffe
Braskem kontrolliert die drei größten Petrochemie-Zentren Brasiliens, die sich in Camaçari (Bahia), Mauá (São Paulo) und Triunfo (Rio Grande do Sul) befinden. Neben diesen drei Petrochemie-Komplexen leitet Braskem außerdem das Petrochemie-Zentrum in Duque de Caxias (Rio de Janeiro), wo anstelle von Naphtha Erdgas als Rohstoff verwendet wird. Die Anlagen liefern Ethylen und Propylen an die Polymeranlagen des Unternehmens in dieser Region. Das Unternehmen produziert außerdem zahlreiche andere Chemieprodukte, wie beispielsweise Benzol, Butadien, Toluol, Xylol und Isopren. Diese Rohstoffe werden hauptsächlich an Hersteller von Chemieprodukten in der Region, wie beispielsweise Elekeiroz und Dow Chemical, verkauft.
Obwohl es sich beim Hauptrohstoff des Unternehmens um Naphtha handelt, erhält und betreibt Braskem eine Anlage zur Herstellung von Ethylen aus Ethanol, das wiederum aus Zuckerrohr gewonnen wird. Seit September 2010 wird „Grünes Ethylen“ für die Herstellung von Polymeren verwendet. Diese Anlage repräsentiert einen wichtigen Schritt in seiner Strategie, das weltweit führende Unternehmen im Bereich der nachhaltigen Chemie zu werden. Dabei handelt es sich um eine Produktionsstätte im industriellen Maßstab für biobasiertes Polyethylen aus erneuerbarem Rohstoff – dem Zuckerrohr. Das Projekt wurde in weniger als zwei Jahren unter der Anwendung einer von Braskem geschützten Technologie konzipiert und fertiggestellt.
Die Industrieanlage, die sich im Petrochemie-Zentrum Triunfo im Bundesstaat Rio Grande do Sul befindet, verfügt über eine Produktionskapazität von 200.000 Tonnen an Bioethanol, die in gleichwertigem Umfang in „Grünen Kunststoff“ umgewandelt werden.

### Polymere
Braskem ist ein Produzent von Polyethylen, Polypropylen und Polyvinylchlorid mit einer Produktionskapazität von 5,7 Mio. Tonnen in Brasilien. Das Unternehmen ist auch in den USA mit einer Produktionskapazität von 1,5 Mio. Tonnen Polypropylen aktiv. Außerdem verfügt Braskem über eine Produktionskapazität von 545.000 Tonnen Polypropylen in Deutschland.
Das Unternehmen befindet sich auch im Umsetzungsprozess eines integrierten Petrochemie-Komplexes in Mexiko. Der Komplex umfasst eine auf Ethan basierende Crackanlage und drei integrierte Polyethylen-Anlagen mit einer Gesamtleistung von 1,05 Mio. Tonnen pro Jahr. Der Komplex sollte ab Mitte 2015 mit der Produktion beginnen. Das Projekt, das in einem Joint Venture mit der mexikanischen Idesa entwickelt wurde, sollte den Anteil an Erdgas als Rohstoff des Unternehmens erhöhen und damit die Wettbewerbsfähigkeit stärken.

### Biobasierte PE-Produktion
Das brasilianische Unternehmen Braskem entwickelte ein Verfahren, mit dem es Polyethylen auf der Basis von fermentativ produziertem Bioethanol herstellen kann und welches nach Aussagen des Herstellers die gleiche chemische Zusammensetzung und die gleichen Eigenschaften wie das konventionelle Polyethylen hat. Das Werk zur Produktion von Bio-PE sollte ursprünglich Ende 2009 in Betrieb genommen werden und produziert seit 2010 biobasiertes Polyethylen in einer Anlage mit einer Jahreskapazität von 200.000 t.

## Werke
Petrochemie:
- Camaçari (BA)
- Duque de Caxias (RJ)
- Mauá (SP)
- Triunfo (RS)

Chloralkali-Elektrolyse:
- Maceió (AL)
- Marechal Deodoro (AL)
- Camaçari (BA)

PE:
- Cubatão (SP)
- Santo André (SP)

PP:
- Mauá (SP)
- Paulínia (SP)
- Schkopau und Wesseling (Deutschland)
- Marcus Hook (Pennsylvania)
- La Porte (Texas)
- Oyster Creek (Texas)
- Seadriff (Texas)
- Neal (West Virginia)

PE + PP:
- Camaçari (BA)
- Duque de Caxias (RJ)
- Triunfo (RS)

Bio-PE:
- Triunfo (RS)